# Thrombozyten-Selektin
Thrombozyten-Selektin (synonym P-Selektin, P-Selectin, CD62P von engl. platelet ‚Thrombozyt‘) ist ein Oberflächenprotein aus der Gruppe der Selektine.

## Eigenschaften
P-Selektin ist ein Lektin und beteiligt an der Zelladhäsion bei einer Immunreaktion. Es vermittelt Ca2+-abhängig Zellkontakte zwischen Leukozyten und Endothelzellen bzw. Thrombozyten durch Bindung an Sialyl-Lewis X. Es wird bis zur Aktivierung der Endothelzelle in alpha-Granula und Weibel-Palade-Körperchen in den Endothelzellen gespeichert. Danach ist es durch Bindung an PSGL1 am Rollen der Leukozyten entlang der Zelloberfläche beteiligt. P-Selektin ist glykosyliert und palmitoyliert.
P-Selektin ist am verminderten Blutfluss bei einer Sichelzellanämie beteiligt.